# Station Zinnik
Station Zinnik is een spoorwegstation langs spoorlijn 96 (Brussel - Bergen - Quévy) in de stad Zinnik (Frans: Soignies). Men kan er zowel betaald als kosteloos parkeren en er is een gratis fietsstalling aanwezig.
De bouw van het monumentale station wordt toegeschreven aan de architecten Henri Fouquet en Gédéon Bordiau.
Hier was eveneens de oorsprong van spoorlijn 114 (Zinnik - Houdeng-Gougnies).

## Treindienst
| Serie       | Treinsoort          | Route                                                                 | Bijzonderheden             |
| ----------- | ------------------- | --------------------------------------------------------------------- | -------------------------- |
| IC 06A      | Intercity (NMBS)    | Brussels Airport-Zaventem – Brussel-Zuid – Zinnik – Bergen            |                            |
| IC 14       | Intercity (NMBS)    | Quiévrain – Bergen – Zinnik – Brussel-Zuid – Leuven – Luik-Guillemins | Rijdt alleen op werkdagen. |
| P 7800/8800 | Piekuurtrein (NMBS) | Quiévrain – Bergen – Zinnik – Brussel-Zuid – Schaarbeek               | Rijdt alleen op werkdagen. |

## Fotogalerij

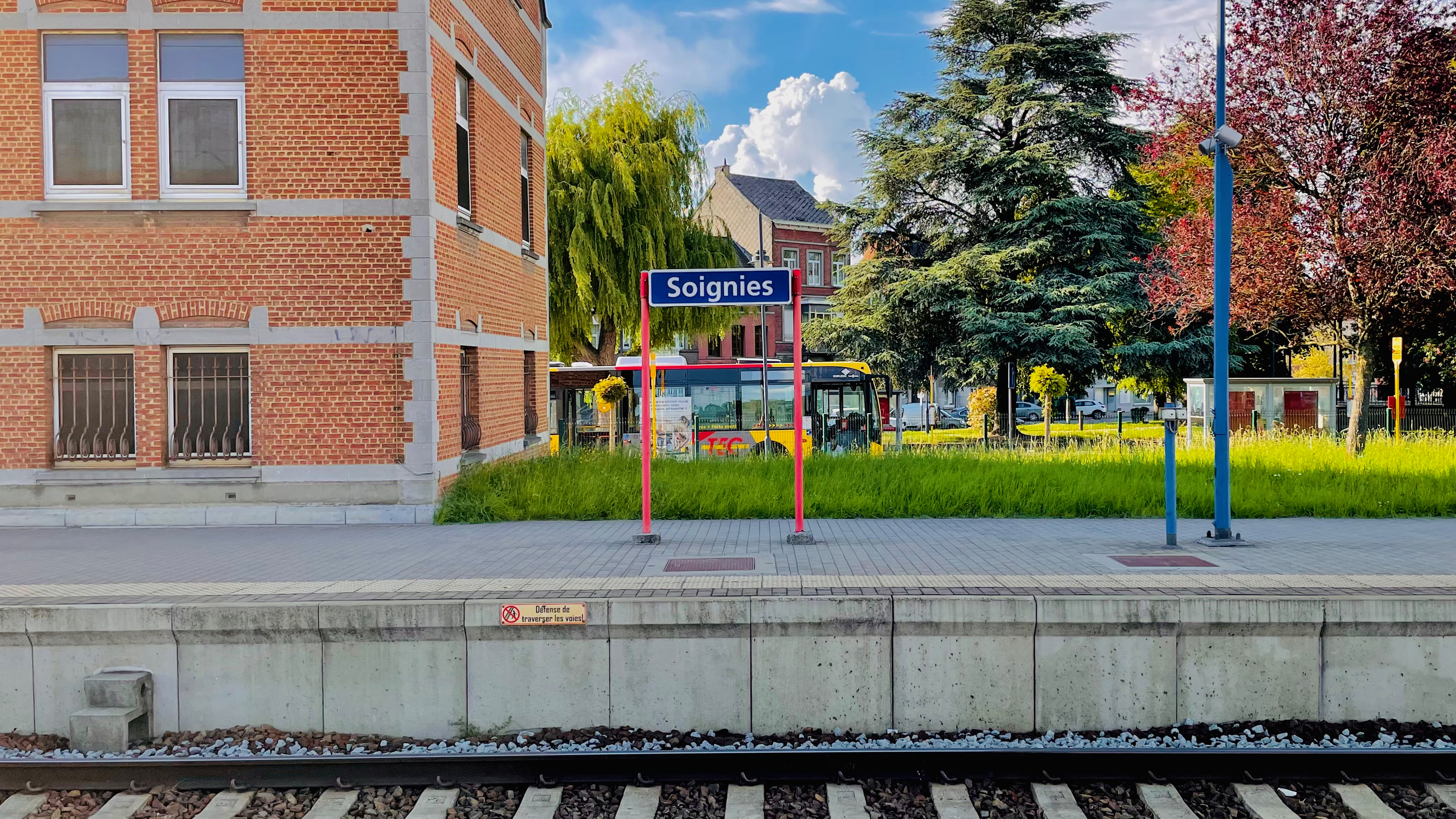
Een plaatsnaambord op een perron
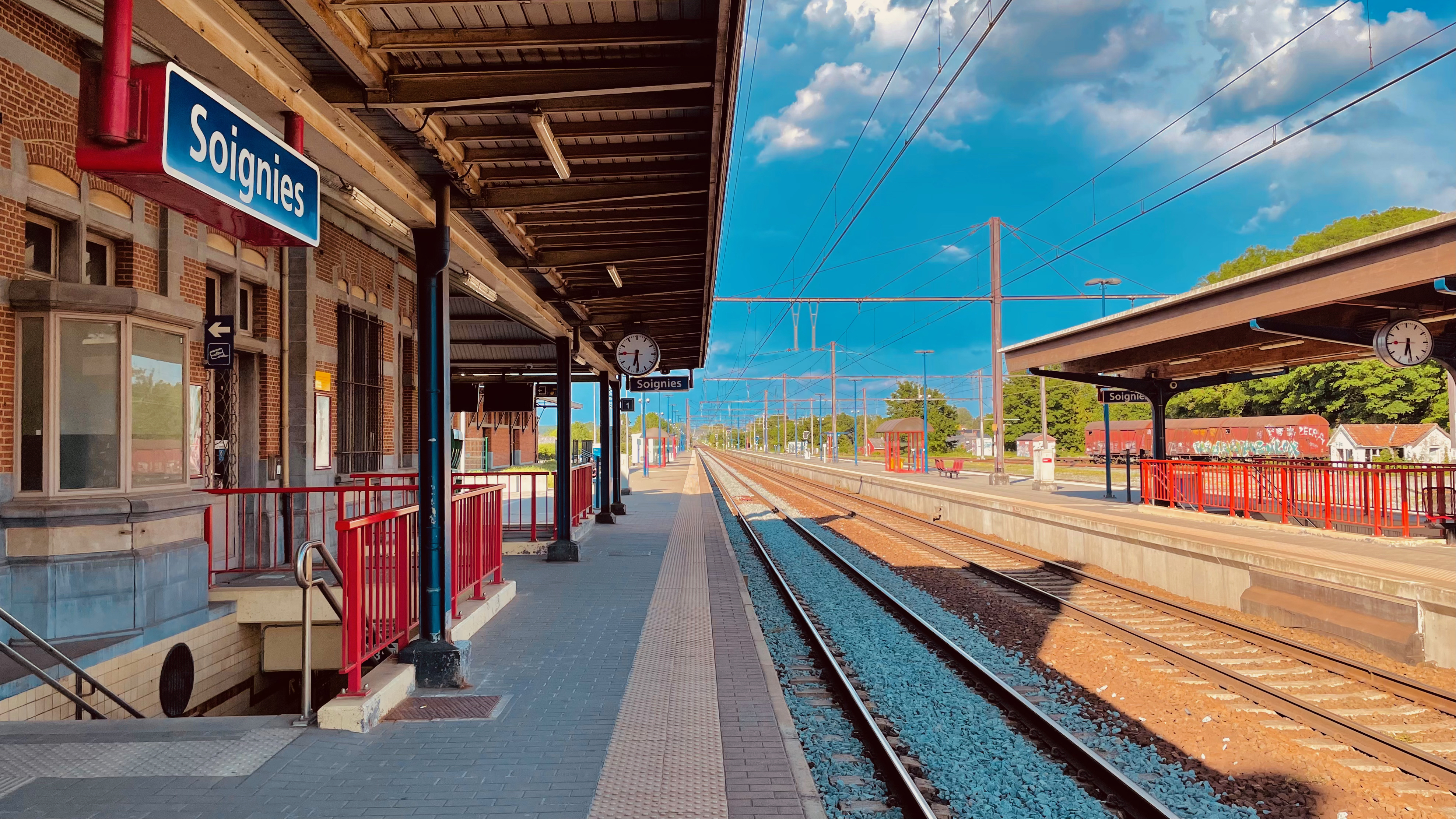
Zicht op de perrons

## Reizigerstellingen
De grafiek en tabel geven het gemiddeld aantal instappende reizigers weer op een week-, zater- en zondag.
| Tabel: aantal instappende reizigers station Zinnik | Tabel: aantal instappende reizigers station Zinnik | Tabel: aantal instappende reizigers station Zinnik | Tabel: aantal instappende reizigers station Zinnik |
|                                                    | Weekdag                                            | Zaterdag                                           | Zondag                                             |
| -------------------------------------------------- | -------------------------------------------------- | -------------------------------------------------- | -------------------------------------------------- |
| 1977                                               | 2 806                                              | 631                                                | 602                                                |
| 1978                                               | 2 765                                              | 838                                                | 522                                                |
| 1979                                               | 2 987                                              | 524                                                | 590                                                |
| 1980                                               | 2 639                                              | 620                                                | 574                                                |
| 1981                                               | 2 976                                              | 709                                                | 491                                                |
| 1982                                               | 2 625                                              | 552                                                | 544                                                |
| 1983                                               | 3 073                                              | 560                                                | 490                                                |
| 1984                                               | 2 600                                              | 909                                                | 415                                                |
| 1985                                               | 2 385                                              | 521                                                | 479                                                |
| 1986                                               | 2 037                                              | 493                                                | 465                                                |
| 1987                                               | 2 110                                              | 526                                                | 475                                                |
| 1988                                               | 2 325                                              | 467                                                | 459                                                |
| 1989                                               | 2 207                                              | 538                                                | 379                                                |
| 1990                                               | 2 175                                              | 493                                                | 397                                                |
| 1991                                               | 2 681                                              | 575                                                | 396                                                |
| 1992                                               | 2 746                                              | 585                                                | 467                                                |
| 1993                                               | 2 274                                              | 555                                                | 385                                                |
| 1994                                               | 2 555                                              | 494                                                | 371                                                |
| 1995                                               | 2 294                                              | 470                                                | 416                                                |
| 1996                                               | 2 142                                              | 486                                                | 48                                                 |
| 1997                                               | 2 221                                              | 420                                                | 350                                                |
| 1998                                               | 2 275                                              | 488                                                | 465                                                |
| 1999                                               | 2 909                                              | 494                                                | 490                                                |
| 2000                                               | 2 685                                              | 604                                                | 500                                                |
| 2001                                               | 2 292                                              | 585                                                | 460                                                |
| 2002                                               | 2 387                                              | 630                                                | 454                                                |
| 2003                                               | 2 507                                              | 624                                                | 492                                                |
| 2004                                               | 2 355                                              | 689                                                | 566                                                |
| 2005                                               | 2 521                                              | 804                                                | 547                                                |
| 2006                                               | 2 435                                              | 738                                                | 630                                                |
| 2007                                               | 2 525                                              | 716                                                | 594                                                |
| 2008                                               | -                                                  | -                                                  | -                                                  |
| 2009                                               | 2 572                                              | 670                                                | 637                                                |
| 2010                                               | -                                                  | -                                                  | -                                                  |
| 2011                                               | -                                                  | -                                                  | -                                                  |
| 2012                                               | 2 960                                              | 668                                                | 606                                                |
| 2013                                               | 3 056                                              | 814                                                | 746                                                |
| 2014                                               | 3 017                                              | 724                                                | 622                                                |
| 2015                                               | 2 771                                              | 572                                                | 470                                                |
| 2016                                               | 2 506                                              | 594                                                | 495                                                |
| 2017                                               | 2 588                                              | 591                                                | 594                                                |
| 2018                                               | 2 446                                              | 412                                                | 331                                                |
| 2019                                               | 2 371                                              | 674                                                | 548                                                |
| 2020                                               | 1 800                                              | 603                                                | 426                                                |
| 2021                                               | -                                                  | -                                                  | -                                                  |
| 2022                                               | 2 215                                              | 1 216                                              | 1 242                                              |
| 2023                                               | 2 482                                              | 820                                                | 667                                                |
| 2024                                               | 2 426                                              | 1 389                                              | 1 126                                              |

0,0: Brussel-Zuid ·
3,9: Vorst-Zuid ·
6,0: Ruisbroek ·
9,1: Lot ·
11,1: Buizingen ·
13,6: Halle ·
16,0: Lembeek ·
18,1: Tubeke-Noord ·
18,7: Tubeke ·
20,9: Stéhoux ·
23,7: Hennuyères ·
25,5: Hennuyères-Village ·
29,6: 's-Gravenbrakel ·
35,8: Zinnik ·
41,1: Neufvilles ·
44,8: Masnuy-Saint-Pierre ·
48,6: Jurbeke ·
51,6: Erbisoeul ·
54,6: Ghlin ·
57,5: Nimy-Maisières ·
60:3: Bergen ·
62,2: Cuesmes ·
67,1: Frameries ·
69,4: Genly ·
71,2: Blaregnies ·
74,9: Quévy
0,0: Zinnik ·
1,7: Zinnik-Groeven ·
3,7: Naast ·
6,3: Petite-Hollande ·
9,0: Le Rœulx ·
12,0: Trieu-à-Vallée ·
13,6: Houdeng-Gœgnies